# The Cyrkle
The Cyrkle era una band pop statunitense degli anni sessanta fondata dai chitarristi Don Dannemann e Tom Dawes. I pezzi più famosi della band sono Red Rubber Ball e Turn-Down Day.

## Storia del gruppo

### Gli anni del frat rock: The Rhondells
Dawes e Dannemann, il primo originario di Brooklyn, il secondo di Albany, New York, si conoscono al Lafayette College, una scuola privata maschile di Easton (Pennsylvania). Dawes usciva dall'esperienza degli Ironwood Knights, una band folk che suonava cover del Kingston Trio, dei Journeymen e dei Weavers, mentre Danneman si dedicava già alla scrittura di pezzi propri. Insieme e sotto il nome "The Rhondells" cominciano a suonare un frat particolarmente curato nelle parti vocali, anticipando di fatto una delle caratteristiche tipiche del sound dei Cyrkle, suonando pezzi dei Four Seasons e un rock and roll particolarmente dancefloor.
La band ha un discreto successo e si esibisce in molti locali di Atlantic City e, nel 1964, proprio in un rinomato club della città, l'Alibi Lounge, viene avvicinata dall'impresario newyorkese Nat Weiss, punto di riferimento oltreoceano di Brian Epstein. Con il batterista Marty Fried ed il tastierista Earl Pickens, nel 1965 i Rhondells si avviano alla svolta: cominciano a suonare per alcuni club del Greenwich Village a New York (principalmente lo "Sheridan Square") e, su consiglio, pare, di John Lennon (consiglio richiesto da Epstein), cambiano il loro nome in The Cyrkle, abbandonando l'effetto troppo early 60s del nome precedente e giocando sul voluto errore di spelling alla maniera dei Byrds. Allo Sheridan il gruppo entra in contatto con Barry Kornfeld, un musicista particolarmente ben inserito nella scena folk del Greenwich ed amico di Paul Simon, in quel periodo in tour in Inghilterra.

### Il successo
Nel 1965 Dannemann è chiamato ad espletare il servizio militare nella Guardia Costiera e pone di fatto in attesa tutti i progetti della band. Dawes viene allora impiegato come bassista al seguito del tour di Simon & Garfunkel, in un'importante esperienza di maturazione, suonando per piazze gremite di pubblico ed entrando in contatto con rilevanti musicisti ed artisti della scena del folk. È in queste circostanze che ascolta Red Rubber Ball e Wish You Could Be Here, due pezzi scritti da Simon in Inghilterra con Bruce Woodley dei The Seekers.
In particolare il primo sembra un pezzo particolarmente adatto al sound dei Cyrkle ed, infatti, viene registrato in studio il 4 febbraio 1966 alla prima occasione in cui il quartetto può ricongiungersi. Weiss propone il pezzo ad Epstein che, entusiasta, lo porta alla pubblicazione, il 4 aprile, sotto la Columbia Records: Red Rubber Ball scalerà rapidamente la Billboard fino al secondo posto, dietro solo Strangers in the Night di Frank Sinatra e rimarrà nella Top 40 per undici settimane. Il quartetto acquista d'improvviso una notorietà tale che Epstein li vuole come band d'apertura per il tour americano dei Beatles previsto per l'estate di quello stesso anno, portando una band fino a poche settimane prima quasi sconosciuta, ed abituata a platee di massimo 200 ascoltatori, a suonare per un pubblico di 70.000 persone.
Prima di imbarcarsi per lo storico tour, i Cyrkle hanno il tempo di incidere e pubblicare il loro primo LP "Red Rubber Ball", pubblicato il 30 giugno, che raggiunge il 47º posto in classifica, ed il singolo Turn-Down Day (registrato il 21 maggio e pubblicato il 21 luglio) che raggiunge il sedicesimo posto nella Billboard e rimane per 5 settimane nella Top 40. Viene anche loro proposto di registrare un altro pezzo di Simon 59th Street Bridge Song (Feeling Groovy), ma Dawes e compagni decidono di declinare. L'estate del 1966 è, poi, interamente dedicata al tour.
Nel 1967, anno in cui Dannemann viene congedato dal servizio militare, Pickens, lascia per frequentare medicina e viene sostituito da Mike Losekamp. La band, con la nuova formazione, effettua un breve tour e pubblica il secondo LP Neon (nella cui cover non compare Losekamp) ed il singolo ivi contenuto I Wish You Could Be Here, ma entrambe le pubblicazioni non fanno classifica. L'interesse per la band comincia a scemare e la morte di Epstein, avvenuta 27 agosto dello stesso anno, priva i Cyrkle del contatto imprenditoriale che ne aveva fatto la fortuna l'anno precedente.

### Il declino
Sul finire del 1967 i Cyrkle registrano alcuni pezzi ambiziosi come Red Chair Fade Away, scritto da due ancora sconosciuti Robin e Barry Gibb dei Bee Gees e, in particolare, alcune sperimentazioni più volte alla psichedelia, pur senza abbandonare il solco del pop, come la colonna sonora del film indipendente "The Minx", pubblicato nel 1969 e che può essere considerato un loro terzo album non ufficiale.
Nel gennaio del 1968, per un compenso di 10 000 $ il quartetto registra il jingle musicale per la pubblicità 7 Up e, dopo le delusioni della classifica, intravede margini di carriera in questo nuovo mercato. Dawes e Losekamp, in particolare, perdono interesse per la band che, di fatto, viene sciolta quello stesso anno.

### Gli anni dopo lo scioglimento
Dawes e Dannemann effettivamente rimangono a New York e fondano due compagnie per la realizzazione di jingle per la pubblicità e colonne sonore per show televisivi acquisendo una notevole notorietà e stima (alcuni di questi lavori, come il jingle per la pubblicità dell'Alka-Seltzer sono talmente famosi da essere rimasti nell'immaginario americano per molti anni a venire). Anche Losekamp rimane nel music business, entrando in altre band mentre Pickens e Fried, invece, lasciano il mondo della musica diventando, rispettivamente, un medico ed un avvocato.
Dannemann ritorna brevemente al pop registrando nel 1981 con la moglie il singolo I did it for you, un contributo a John Lennon. Nel 1986 la band si riunisce per un concerto a scopi benefici di Hands Across America suonando pezzi dal loro repertorio (tra cui Red Rubber Ball), ma anche classici del rock'n'roll come Johnny B. Goode. Sebbene i componenti si siano rilevati possibilisti sulla possibilità di un altro cameo, quella del 1986 è, a tutt'oggi, la loro ultima esibizione e la morte improvvisa di Dawes per infarto il 17 ottobre 2007 rende, di fatto, improbabile un concerto riunione.

## Il sound
Pur con una carriera breve e dai limitati successi, i Cyrkle rimangono comunque nella storia del rock per aver presentato, nell'epoca d'oro del bubblegum pop un folk pop rock dolce, brillante, ricco di sfumature vocali e controvoci propri del Sunshine Pop, ma senza sacrificare una ritmica upbeat propria del loro passato frat rock. Nonostante il successo totale del singolo di Red Rubber Ball è poi con i lavori successivi, più studiati verso la psichedelia, e con l'uso di strumenti come il sitar in particolari soluzioni che raggiungono la piena maturazione, variando gli arrangiamenti e le soluzioni armoniche che si concretizzano in uno stile unico.

## Formazione
- Tom Dawes - basso, sitar, fisarmonica e voce (1965-1968)
- Dan Dannemann - chitarra, voce (1965-1968)
- Marty Fried - batteria e percussioni (1965-1968)
- Earl Pickens - tastiera (1965-1967)
- Jon Alexander - tastiera (1965-1967)
- Mike Losekamp - tastiera (1967-1968)

## Discografia
con riportate le posizioni più alte raggiunte nella classifica Billboard (BB), Cashbox (CB) e canadese (CAN).

### Singoli
- 1966 – "Red Rubber Ball" (BB No. 2, CB No. 3, CAN No. 1) / "How Can I Leave Her" – Columbia 43589
- 1966 – "Turn Down Day" (BB No. 16, CB No. 18, CAN No. 16) / "Big, Little Woman" – Columbia 43729
- 1966 – "Please Don't Ever Leave Me" (BB No. 59, CB No. 50, CAN No. 31) / "Money To Burn" – Columbia 43871
- 1967 – "I Wish You Could Be Here" (BB No. 70, CB No. 57, CAN No. 46) / "The Visit (She Was Here)" – Columbia 43965
- 1967 – "Camaro" / "SS 396" (By Paul Revere & The Raiders) – Columbia Special Products 466

Edizioni promozionali create esclusivamente per i rivenditori Chevrolet
- 1967 – "We Had A Good Thing Goin'" (BB No. 72, CB No. 65, CAN No. 69) / "Two Rooms" – Columbia 44108
- 1967 – "Penny Arcade" (BB No. 95, CB No. 61, CAN No. 53) / "The Words" – Columbia 44224
- 1967 – "Turn Of The Century" (BB No. 112) / "Don't Cry, No Fears, No Tears Comin'" – Columbia 44366
- 1968 – "Reading Her Paper" / "Friends" – Columbia 44426
- 1968 – "Red Chair Fade Away" / "Where Are You Going?" – Columbia 44491
- 19?? – "Red Rubber Ball"/"Turn Down Day" – Columbia Hall Of Fame 33103

### Album
- 1966 – "Red Rubber Ball" (BB No. 47, CB No. 47) – Columbia CL 2544 (Mono) / CS 9344 (Stereo)
- 1967 – "Neon" (BB No. 164, CB No. 81) – Columbia CL 2632 / CS 9432
- 1970 – "The Minx Original Soundtrack" (Flying Dutchman - AMS-12007)

### Riedizioni Sundazed
La Sundazed  detiene attualmente i diritti di pubblicazione delle registrazioni dei Cyrkle e progressivamente sta pubblicando riedizioni arricchite con materiale inedito, bonus tracks e alternate takes.
- "Red Rubber Ball" (Sundazed - SC11108)
- "Neon" (Sundazed - SC11109)
- "The Minx" (Sundazed - SC11106)
- "Wishing In The Rain" (contiene tre pezzi dei Rhondells ed il jingle per la 7 Up - Sundazed - 7" EP - KS703)